# 韦纯束
韦纯束（1922年3月8日—2016年12月12日），男，壮族，廣西象州人，中华人民共和国政治人物。

## 生平
1922年3月8日韦纯束在广西象州县寺村镇出生。1927年，韦纯束进入交址小学读书，1937年考入象县国民中学。1939年投笔从戎，参加广西学生军，奔赴邑钦抗日前线，参加抗日战争，并且加入地下党。1948年1月，任中共桂林市工委副书记。1949年8月，兼任中共象县工委书记、中国人民解放军桂中支队总队第八大队政委。
中华人民共和国成立后，历任梧州军分区独立团政委、中共桂平县委书记、县长。1954年6月进入广西交通厅，历任运输局局长、副厅长、厅长。1965年11月，任中共南宁市委副书记、南宁市人民政府市长。
文化大革命期间，他受到迫害。1973年5月，重新参加工作，任中共南宁市委副书记、市革委副主任。1978年1月，调任自治区建委副主任。1979年8月，任中共南宁市委书记、市长。1983年，任中共广西壮族自治区党委副书记、广西壮族自治区人民政府主席。1990年，韦纯束卸任广西壮族自治区主席职务。随后，担任中共中央顾问委员会委员。1997年2月，离职休养。
2016年12月12日7时46分，在南宁市逝世，享年94岁。